# Nemoli
Nemoli es una localidad italiana de la provincia de Potenza, región de Basilicata, con 1.532 habitantes.

## Evolución demográfica
| Gráfica de evolución demográfica de Nemoli entre 1861 y 2001 |
|                                                              |
| Fuente ISTAT - Elaboración gráfica por parte de Wikipedia    |